# Burg Burtneck
Die Burg Burtneck (lettisch Burtnieku pils) ist die Ruine einer um die Mitte des 13. Jahrhunderts erbauten Burg des Schwertbrüderordens. Die Mauerreste der abgetragenen Anlage befinden sich nahe dem livländischen Dorf Burtnieki im nördlichen Lettland.

## Geschichte
Die Burg wurde vermutlich zwischen 1305 und 1366 als Ordensburg vom Schwertbrüderorden errichtet. Aufgrund der Fruchtbarkeit des umliegenden Landes lag der Erzbischof von Riga ab 1259 im Streit mit dem Livländischen Ordensmeister. Am 7. Mai 1366 fiel die Burg schließlich durch einen Vergleich mit dem Erzbischof Friedrich von Pernstein an den Livländischen Orden.
Die Schwäche des Ordens führte 1558 zum livländischen Krieg in dessen Verlauf russische Truppen unter Iwan IV. in Livland einfielen. Nach dem Fall des Livländischen Ordens 1561 beanspruchte Polen-Litauen das Gebiet um Burtneck. 1577 wurde die Burg von Russland erobert, wobei bereits im Winter 1577–1578 die Rückeroberung durch Polen-Litauen gelang. Am 3. Dezember 1582 wurde dem Bischof des neufundierten römisch-katholischen Bistums Wenden Burg Burtneck als Tafelgut zugeteilt.
Im Polnisch-Schwedischen Krieg zu Beginn des 17. Jahrhunderts eroberten die Schweden unter Graf Mansfeld die Burg, brannten sie jedoch nieder, da sie sie zunächst nicht halten konnten. Am 16. August 1622 erhielt sie der schwedische Reichskanzler Graf Axel Oxenstierna, später fiel Burtneck durch die schwedische Güterreduktion an den Staat.
Nach dem Großen Nordischen Krieg übergab die russische Kaiserin Anna am 29. September 1736 Burtneck ihrem Oberhofmarschall Graf Löwenwolde, der den Besitz allerdings bei seinem Sturz 1742 wieder verlor.
Kaiserin Elisabeth schenkte das Schloss nebst mehreren anderen Gütern am 15. Juli 1744 dem Grafen Alexander Iwanowitsch Rumjanzew, dessen Sohn das Schloss im Laufe der Jahre ausgebaut haben soll.
1816 kaufte Theodor Heinrich Schröder das Anwesen und ließ den Nordflügel ausbauen. Das Schloss befand sich bis zur Agrarreform 1920 im Besitz der Familie.

## Beschreibung
Die Burg lag auf einem etwa 16 m hohen Plateau mit einer Burgfläche von etwa 85 × 81 m, das seeseitig (Norden) steil abfällt. Nach Westen schützte die Burg ein steiler Abhang nach einer talartigen Vertiefung mit 2 Teichen.
Nach Süden und Westen zog sich vor den Resten der bis 2,35 m starken Ringmauern, ein etwa 6 m breiter, und ca. 4–5 m tiefer Graben, der den Burgbering nach dieser Seite sicherte. Im Südwesten lag das im 19. Jahrhundert abgerissene Haupttor, durch dessen 3 Pforten der Zugang zum Burghof führte. Nach Plänen von 1827 scheint auch nach Osten hin eine Pforte durch die Ringmauer geführt zu haben. Der Burgbering hatte eine Quadrat-ähnliche Form mit abgerundeten Ecken.
Nach der Art ihrer Räumlichkeiten ähnelte Burg Burtneck einer Wirtschaftsburg. Im Mittelalter waren zunächst nur die westlichen Gebäude aus Stein errichtet, da sie zur Unterbringung einer kleinen Garnison und als Speicher für den Getreidezins dienten Die restlichen Gebäude waren aus Holz oder im Fachwerkstil errichtet. Wie es für das 14. Jahrhundert charakteristisch war, ist der Eingang durch mehrere Türme geschützt, der somit eine kleine Turmburg bildete.
Von den im 17. Jahrhundert vorhandenen 5 Gebäuden sind lediglich zwei Gebäude auf der Westseite erhalten, die wohnlich ausgebaut wurden; die Keller sind verschüttet und unzugänglich.
Der etwa 35,5 m lange und 12 m breite Südflügel soll vom Generalfeldmarschall Pjotr Rumjanzew-Sadunaiski ausgebaut worden sein.
Abgesehen von den mit Vegetation überwachsenen Mauerresten sind lediglich noch die ehemaligen Gräben von der mittelalterlichen Burg erhalten.

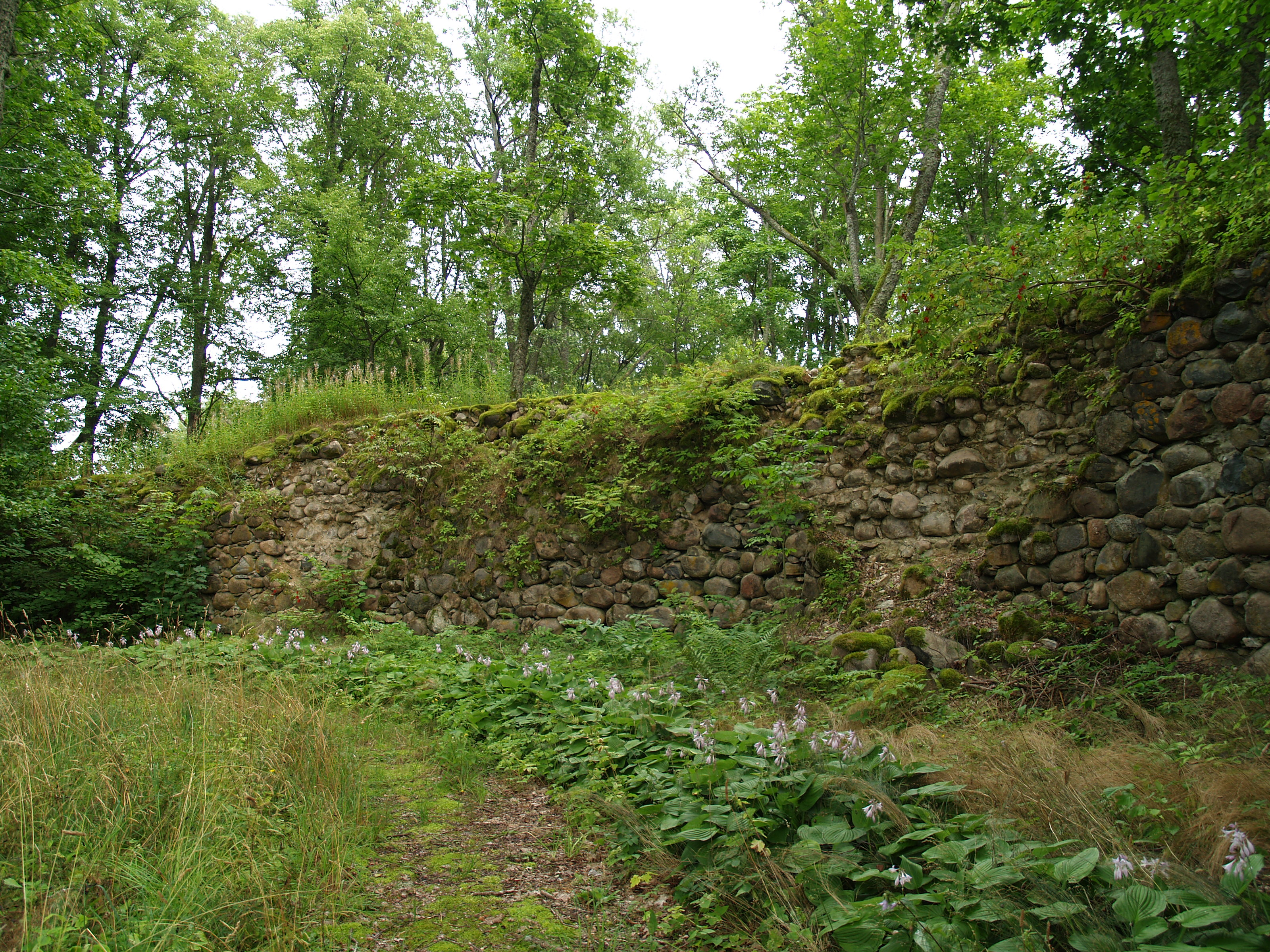
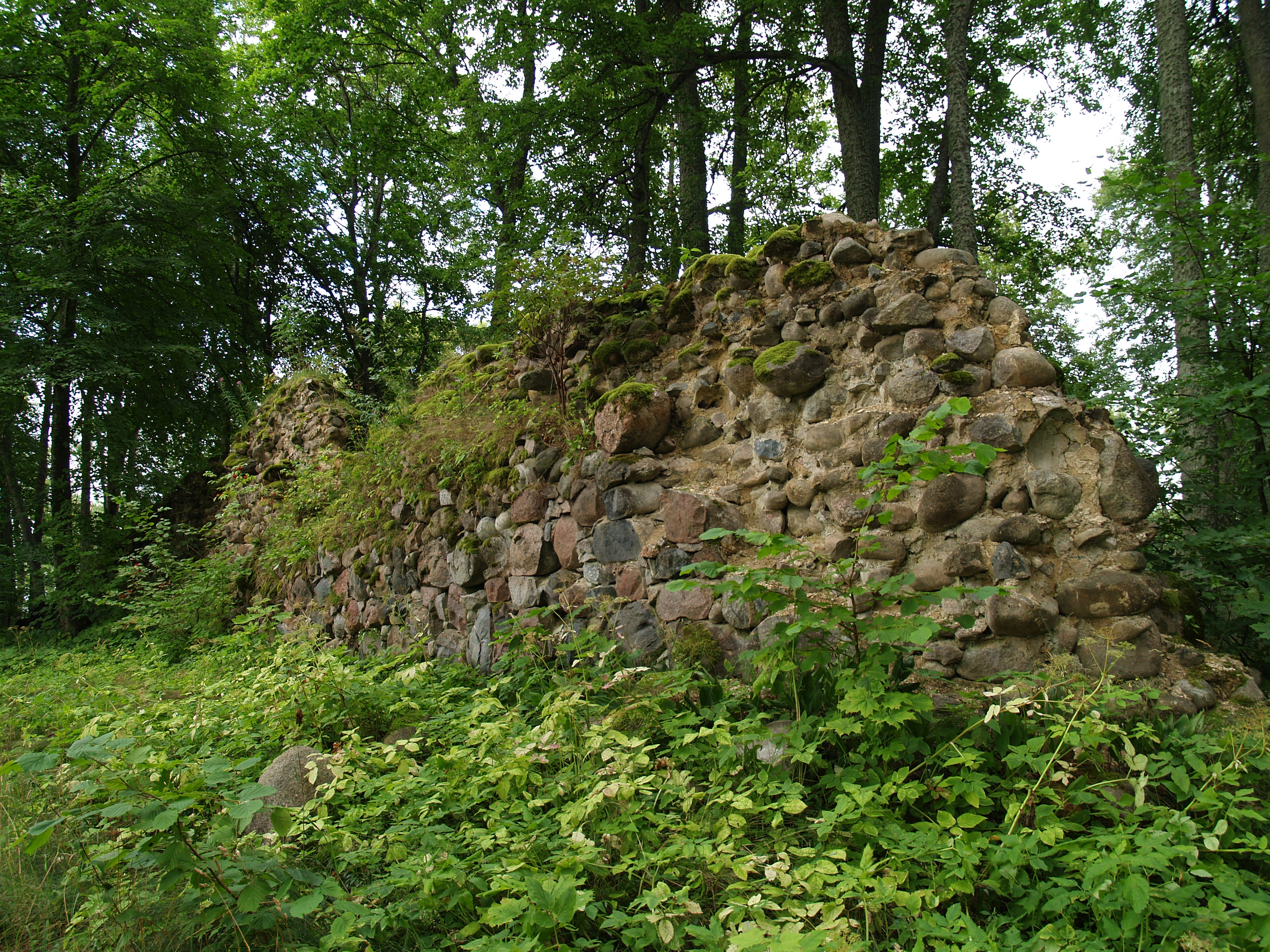